# Gran marcia trionfale
La Gran Marcia Trionfale fu l'unico inno nazionale ufficiale dello Stato pontificio (dal 5 settembre 1857 al 31 dicembre 1870) ed il primo dello Stato della Città del Vaticano (dal 7 giugno 1929 al 16 ottobre 1949).
La musica venne composta su commissione del Papa di allora, Pio IX, al direttore della banda pontificia, l'austriaco Vittorino Hallmayr (o Hallmayer; 5 settembre 1831 – 9 maggio 1872), anche comandante della Banda del 47º Reggimento Fanteria di Linea "Conte Kinsky" austriaco, di stanza a Roma per la difesa dello Stato Pontificio.
Il brano venne eseguito per la prima volta dal Corpo Musicale dei IX e XX Reggimento Cacciatori Austriaci, insieme alla Banda del I Reggimento di Linea Pontificio, il 9 giugno 1857 durante la cerimonia d'ingresso ufficiale di Pio IX in visita alla città di Bologna, la seconda per importanza all'epoca nello Stato. Ulteriori esecuzioni si succedettero nelle successive tappe del viaggio del Papa, a Ferrara, a Ravenna, a Modena e a Firenze; in quest'ultimo caso la performance avvenne in piazza della Signoria ad opera di 8 bande riunite; seguì infine la prima esecuzione a Roma, il 5 settembre 1857 a cura della Banda della Guardia Palatina d'Onore. A stretto giro la Segreteria di Stato ne stabilì l'adozione come inno nazionale ed istituzionale.
Caduto in disuso dal 1º gennaio 1871, per effetto della presa di Roma e dei successivi Regi Decreti Legge italiani, il brano tornò in uso nel 1929, a seguito dei Patti Lateranensi, come inno nazionale dello Stato della Città del Vaticano; nel 1949 se ne decise la sostituzione con l'Inno pontificio di Charles Gounod, che entrò in vigore a partire dal 16 ottobre dello stesso anno.